# Cesare Bovo
Pour les articles homonymes, voir Bovo.
Cesare Bovo (né le 14 janvier 1983 à Rome) est un footballeur italien évoluant au poste de défenseur.

## Carrière
- ....-2002 :  AS Roma B
- 2002-2004 :  US Lecce
- 2004-2005 :  Parme FC
- 2005-2006 :  AS Roma
- 2006-2007 :  US Palerme
  - jan. 2007-2007 :  Torino FC (prêt)
- 2007-2008 :  Genoa CFC
- 2008-jan. 2012 :  US Palerme
  - 2011-jan. 2012 :  Genoa CFC (prêt)
- jan. 2012-2013 :  Genoa CFC
- 2013-déc. 2016 :  Torino FC
- depuis jan. 2017-2018 :  Pescara
- Depuis 2018 :  Lecce

## Palmarès

### avec l'Italie
- 2004 : Champion d'Europe espoirs